# تل الأوديون وحديقة الفيلات الرومانية بقرطاج

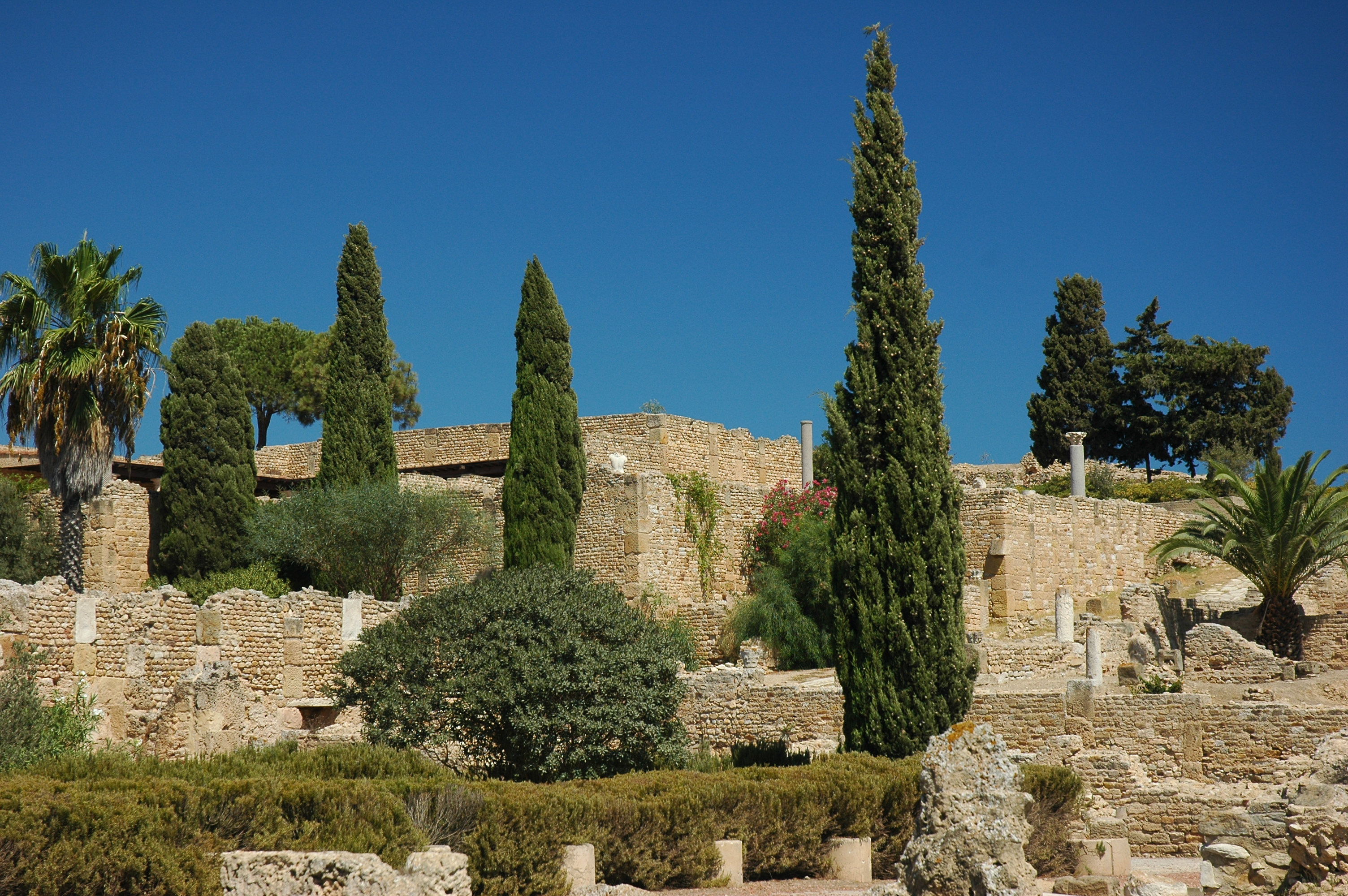
منظر للفلل الرومانية في الحديقة الأثرية

تل الأوديون يقع في شمال شرق الموقع الأثري بقرطاج، وهو يحتوي على عدد كبير من الأثار الرومانية، نذكر مثلاً المسرح الأثري بقرطاج والأوديون. وهو محاذي للموقع الأثري المسمى بحديقة الفيلات الرومانية، الذي يشهد على أحد الأحياء العتيقة التي أقيمت عليها الحفريات. ومن أهم معالم الموقع هي منزل برج الطيور، وهو من أكثر المنازل الرومانية المحفوظة، وفسيفساء الأحصنة الفريدة من نوعها التي اكتشفت بالقرب من معلم الأعمدة.

منظر لعناصر تل الأوديون والحديقة الأثرية للفلل الرومانية، أرقام 9 إلى 11

## الموقع

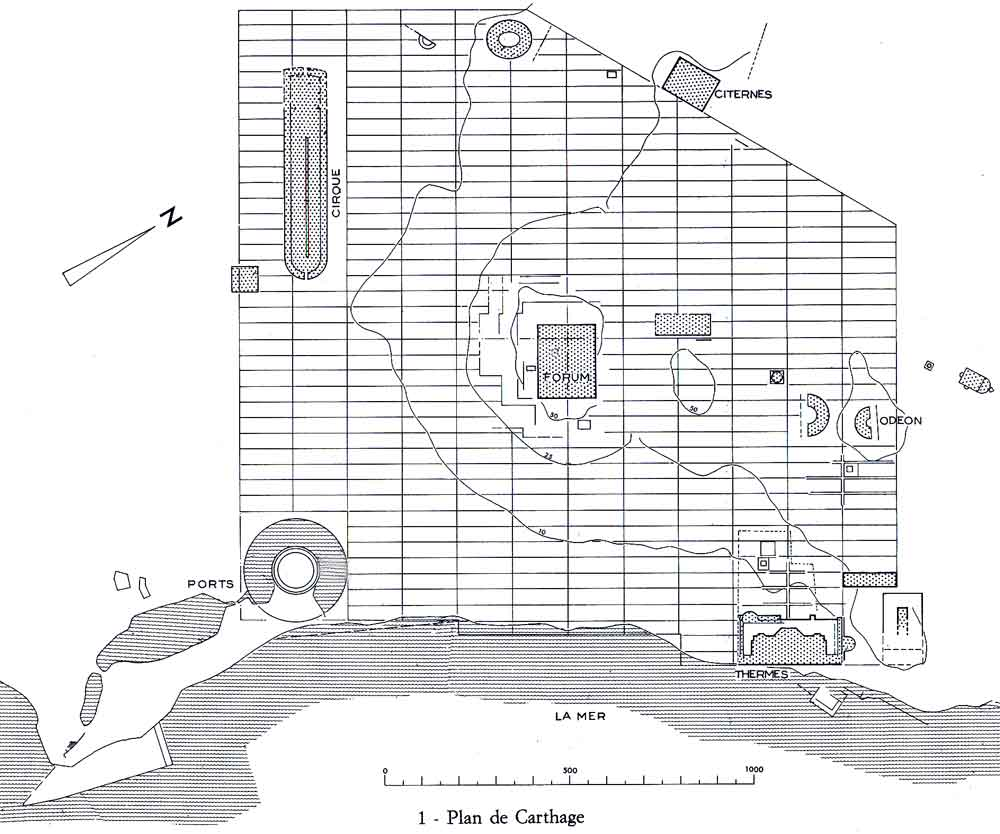
مخطط لمدينة قرطاج الرومانية

يقع تل الاوديون وحدائق الفيلات الرومانية شرق مستعمرات قرطاج الرومانية وشمال حمامات انطونيوس. وهو محاذي حالياً لإقامة رئاسة الجمهورية التونسية جنوباً وجامع مالك ابن أنس شمالاً.

## تاريخ الموقع
يقع التل خارج حدود المدينة الفينيقية «قرت حدشت» المدمرة كلياً سنة 146 ق.م، لكن بالرغم من ذلك فإن قطع من الآثار التي تعود للعهد السابق للعهد الروماني وجدت في الموقع عند القيام بالحفريات.
يتحدث عدد من المصادر عن الآثار التي تم اكتشافها في الموقع، مثل ما ذكر في معاهدة إحياء الجسد للكاتب ترتليان عن المجسمات والنحوت الفينيقية التي يعود عهدها تقريباً للقرن الثالث قبل الميلاد.

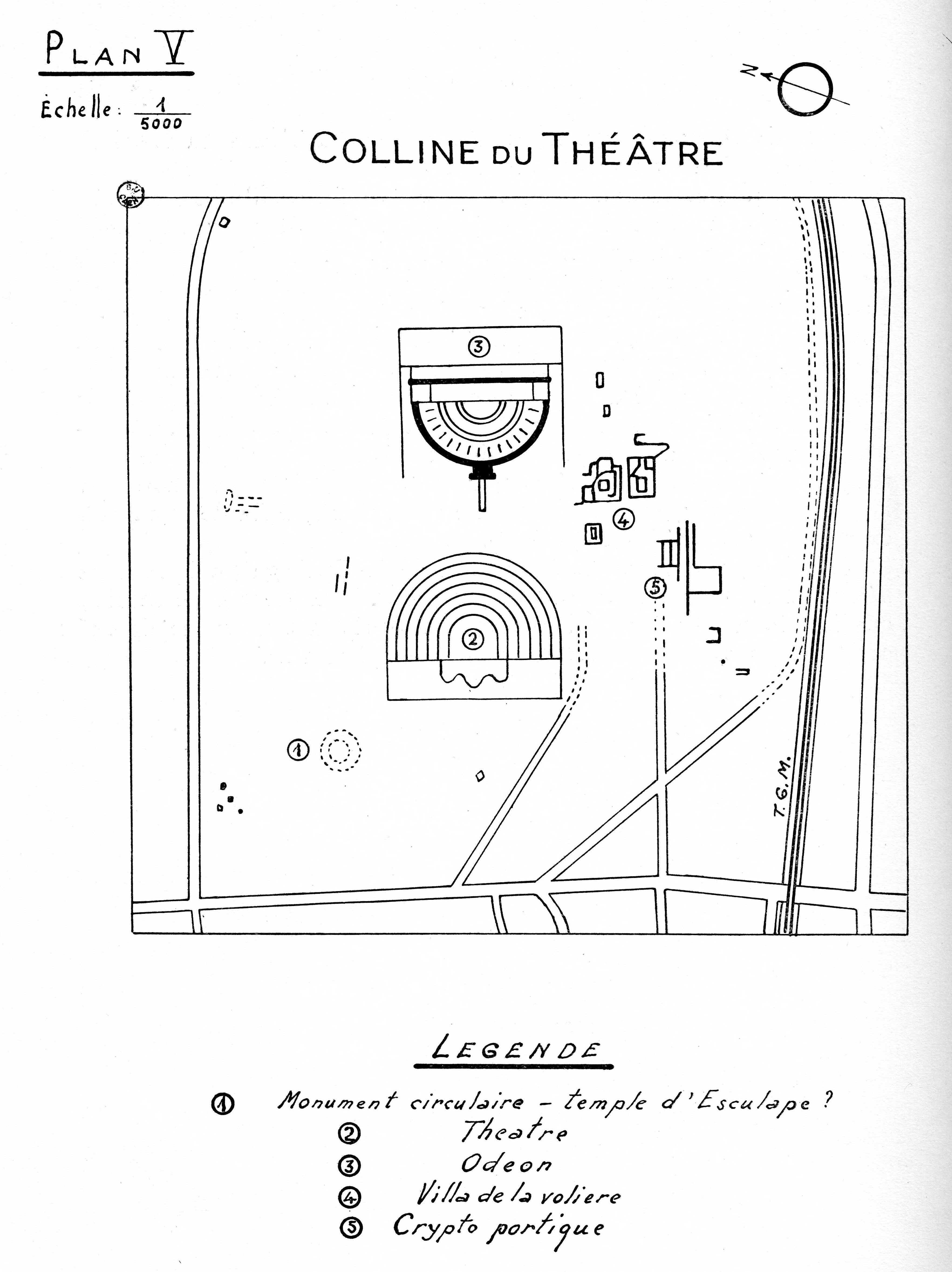
خريطه مسرح تل قرطاج